# Bogislav von Lindheim
Bogislav von Lindheim (* 4. November 1910 in Wien; † 17. Januar 1971 in Heidelberg) war ein deutscher Anglist.

## Leben
Nach der Promotion 1935 zum Dr. phil. an der Universität Wien bei Karl Luick und der Habilitation 1947 an der Universität Leipzig bei Levin Schücking und Leo von Hibler war er von 1951 bis 1962 Professor für englische Philologie am Englischen Seminar der FU Berlin und von 1962 bis 1965 Professor für englische Philologie an der Universität Heidelberg.

## Schriften (Auswahl)
- Studien zur Sprache des Ms. Cotton Galba E IX. Enthaltend eine Darstellung der Sprache des 1. und 5. Schreibers des genannten Manuscriptes bezw. der Texte Ywain and Gawein, the seven sages of Rome, the pricke of conscience. Wien 1937.
- Das Durhamer Pflanzenglossar. Lateinisch und altenglisch. Bochum-Langendreer 1941.